# طواف هيرالد صن 2015
طواف هيرالد صن 2015 (بالإنجليزية: 2015 Herald Sun Tour)‏ هو سباق دراجات هوائية أقيم بتاريخ 4 فبراير 2015، تكون السباق من 5 مراحل وامتدّ لمسافة 556.6 كم بسرعة 44.5 كم/س، استغرق السباق 12 ساعة 30 دقيقة 55 ثانية. فاز به الأسترالي كاميرون ماير وحلّ ثانيا النيوزلندي باتريك بيفن.

## الترتيب
| م                     | الدرّاج       | البلد     | الزمن                     |
| --------------------- | ------------ | --------- | ------------------------- |
| الفائز بالترتيب العام | كاميرون ماير | أستراليا  | 12 ساعة 30 دقيقة 55 ثانية |
| الثاني                | باتريك بيفن  | نيوزيلندا |                           |
| الثالث                | جوزيف كوبر   | أستراليا  | -                         |